# Zinédine Machach
Zinédine Machach (* 5. Januar 1996 in Marseille) ist ein französischer Fußballspieler.

## Karriere
Sein Debüt für den FC Toulouse in der Ligue 1 gab Machach am 23. Mai 2015 gegen OGC Nizza (2:3). Am 27. Juli 2016 wechselte er für eine Saison auf Leihbasis zum Ligakonkurrenten Olympique Marseille. Vier Monate nach seiner Rückkehr wurde sein Vertrag aufgelöst.
Am 11. Januar 2018 gab dann der SSC Neapel Machachs Verpflichtung bekannt. Obwohl er bis 2022 blieb, spielte er kaum für den SSC, da er insgesamt 5 mal verliehen wurde. Im Anschluss ging er nach Griechenland und 2023 für zwei Jahre nach Australien.